# YouTube Copyright School
«YouTube Copyright School» es un video de la serie animada para adultos Happy Tree Friends creado para YouTube. Fue subido el 24 de marzo de 2011 a través del canal oficial de la plataforma. Está creado para aquellos usuarios de YouTube que infringen los derechos de autor por primera vez, lo que resulta en su primer «ataque de derechos de autor». Luego, el usuario es enviado a Copyright School, que contiene el video junto con un cuestionario en el que debe responder algunas preguntas.
A muchos usuarios no les gustó el video e incluso se convirtió en el video más odiado de YouTube durante un período de tiempo.

## Trama
El video comienza con Russell en el cine, viendo Lumpy and the Lumpettes – The Movie. Russell, emocionado, saca su teléfono y graba la película, que luego sube a YouTube. El narrador le dice a Russell que copió el contenido de otra persona. Posteriormente explica qué son los derechos de autor y cómo abusar de ellos puede afectar negativamente a un creador de contenido (como ser demandado, perder todo su dinero o perder su cuenta de YouTube). Luego, Lumpy elimina la resubida de la película por parte de Russell, lo que resulta en la primera advertencia de derechos de autor, luego Russell recibe el correo electrónico informándole de sus acciones. El narrador habla de cómo un Youtuber puede recibir una advertencia por derechos de autor y que acumular tres advertencias prohibirá al usuario de por vida. Luego, le pide a Russell que intente hacer un video propio.
Russell ve a Lumpy, Petunia y Giggles cantando la canción principal de Happy Tree Friends en una presentación en vivo. Russell intenta grabarlo, pero el narrador le dice que incluso una actuación en vivo todavía está protegida por derechos de autor. Sube un video llamado «Russell's Remix», que es remix de Russell de la canción de Lumpy. Russell no sabe si es uso justo o no, entonces aparece una tarjeta de «Uso legítimo» que explica qué es el mismo. Lumpy descubre el video de Russell y, enojado, lo quita, lo que resulta en el segundo ataque de Russell. Russell intenta enviar una contranotificación falsa, pero el narrador explica que los usuarios podrían terminar en los tribunales si hacen un mal uso del proceso de contranotificación. Posteriormente, Russell finalmente decide hacer su propio video.
El video termina con Russell en un cañón en un barco cantando su canción original, pero el cañón explota haciendo que el barco se hunda. Luego, Russell es atacado por pirañas y la última escena que se muestra son sus heridas por las mordidas de las pirañas.

## Recepción
A muchos usuarios de YouTube no les gustó el video porque contenía personajes de Happy Tree Friends. La cantidad de dislikes hizo que el video se convierta en el más odiado de YouTube en ese momento.